# Катары
Ката́ры (греч. καθαρός — чистый) — религиозное христианское движение, достигшее расцвета в западной Европе в XII и XIII веках. Катары исповедовали нео-манихейскую дуалистическую концепцию о двух равных принципах мироздания, до́бром и злом, причём материальный мир рассматривался как зло. Схожие взгляды исповедовали на Балканах и Ближнем Востоке другие средневековые религиозные движения павликиан и богумилов; катары были тесно с ними связаны.
Движением катаров особенно были затронуты Лангедок, Арагон, север Италии и некоторые земли Германии и Франции, а борьба с катарами как с «опасной ересью» долгое время была одним из главных мотивов политики римских пап.
Несмотря на то, что название «катары» используется много столетий, оно, скорее всего, не является самоназванием. В текстах катаров для самоидентификации широко использовались термины «Добрые люди» (фр. Bons Hommes) или «Добрые христиане».
Николас Вебер утверждает, что к катарам причисляли все дуалистические религиозные движения позднего средневековья. Иногда катаров также подразделяли по местности их обитания, что отражалось в их названии, например, «катары из Дезенцано» или «альбанцы из Дезенцано».
В итоге ужесточения положений высшего клира Римско-католической церкви по отношению к «ереси» был принят ряд антиеретических мер юридического характера. Развязкой этих мер стало постановление папой Иннокентием III первого крестового похода в христианские земли (1209—1229) — так называемого крестового похода против альбигойцев, приведшего в итоге к аннексии Францией одной из наиболее благосклонных к катаризму областей Европы — Лангедока. Учреждённая в 1229—1232 году папская инквизиция, созданная намеренно для борьбы с катарами при поддержке короля Франции в Лангедоке и партии гвельфов в Италии, создала совокупные притязания, завершившиеся полным уничтожением движения.
Наиболее значительными вехами в истории подавления катаризма, вызывающими любопытство историков, является сопротивление укреплённого поселения Монсегюр, сдавшегося королевской армии в марте 1244 года, а также «реконкиста братьев Отье» 1300—1310 годов. Последнего известного нам катарского проповедника Лангедока, связанного с братьями Отье — Гийома Белибаста, сожгли на костре между сентябрём 1321 года и ноябрём 1322 года (Анн Бренон, «Последнее путешествие доброго человека»).
С движением катаров связан ряд преданий, нашедших отражение в произведениях европейского искусства и фольклора. Начиная с эпохи Просвещения и по сей день катаризм оценивается большинством исследователей как самый действенный противник Римско-католической церкви до начала Реформации, во многом повлиявший на религиозные процессы XIV—XVI веков.

## Происхождение названия
Как принято считать в современной европейской историографии, слово «катары» применительно к представителям этого движения было впервые употреблено в 1163 году рейнландским клириком Экбертом из Шёнау.

Когда я был каноником в Бонне, то часто вместе с братской мне душой (unanimis) и другом Бертольфом спорил с ними и обращал внимание на их ошибки и методы защиты. Много вещей я узнал от тех, кто был с ними вначале, а потом ушёл… Это люди, которых у нас в Германии называют «катарами», во Фландрии «фифлами», во Франции «ткачами», потому что многие из них предпочитают это ремесло…

Экберт соединил распространённое ранее латинское название cattari (фр. catiers, то есть «котопоклонники» — из-за якобы бытовавших у «еретиков» ритуалов с участием кошек)
с греческим καθαρος, тем самым ассоциируя их с существовавшим в эпоху раннего христианства движением новациан, именовавших себя «кафарами» (от греч. καθαροί — «чистые, неосквернившиеся»).
Термин впоследствии часто использовался в документах инквизиции, откуда перешёл в первые исторические исследования, посвящённые «альбигойской ереси». Несмотря на то, что слово «катары», по сути, было пренебрежительной кличкой, оно надолго закрепилось в качестве основного названия, наряду с «альбигойцами». Кроме этих двух, в адрес катаров в разных местностях употреблялись также названия «манихейцы», «оригенисты», «фифлы», «публикане», «ткачи», «болгары» (фр. bougres), «патарены».

## История

### Возникновение и истоки
Катаризм не являлся существенно новым мировоззрением, возникшим в Средние века. Богословские воззрения, впоследствии характерные для катаризма, можно найти также у первых учителей христианства, испытавших влияние гностицизма и неоплатонизма (например, Ориген Александрийский).
Первые исследователи, опиравшиеся преимущественно на «антиеретические» труды католических богословов, вслед за их авторами искали корни катарского вероучения в восточных влияниях, особенно в зороастризме и манихействе, проводя прямую линию происхождения катаров от Мани через павликиан и богомилов. Соответственно, катаризм считался изначально нехристианским явлением, утвердившимся на почве европейского христианства.
В настоящее время, после открытия большого числа новых источников, эти взгляды подвергаются пересмотру. Большинство современных исследователей (Ж. Дювернуа, А. Бренон, А. Казенаве, И. Хагманн и др.) считают катаризм одним из многочисленных, однако уникальных христианских движений, выявившихся одновременно в Западной и Восточной Европе во временной отрезок эпохи Тысячелетия. Это движение было представлено различными общинами, не обязательно связанными между собой и иногда различавшимися доктриной и образом жизни, но представлявшими некое единство в области строения и обряда, как во временных рамках — между X и XV столетиями, так и в географических — между Малой Азией и Западной Европой. В Восточной Европе и Малой Азии к таким общинам относят богомилов. Богомилы Византии и Балкан, а также катары Италии, Франции и Лангедока представляли собой одну и ту же идейную общность.
Для катарских текстов характерно отсутствие отсылок к текстам нехристианских религий. Даже в наиболее радикальных своих положениях (например, о дуализме или о перевоплощениях) они апеллируют только к христианским первоисточникам и апокрифам. Теология катаров оперирует теми же понятиями, что и католическая теология, «то приближаясь, то удаляясь в их толковании от генеральной линии христианства».

### Первые средневековые упоминания
Ожидания конца света, который сначала предсказывали в 1000 году, потом в 1033 году, а также очевидный кризис европейского христианства, породили в народе надежды на обновление религиозной жизни. К этому временному отрезку относятся как преобразования, постановленные папством (см. Клюнийская реформа), так и попытки представить «совершенство» апостольской жизни. Уже в первых монашеских хрониках эпохи Тысячелетия в одном ряду с описаниями различных бедствий появляются сообщения о «еретиках, колдунах и манихейцах».

#### Восточная Европа
Ранние свидетельства о богомилах в Византийской империи относятся к X—XI векам, причём богомилы в них выглядят как собратья западных «еретиков», которых с XII века начинают называть катарами. Сами катары, по свидетельству западноевропейского монаха Эвервина из Штайнфельда, претендовали на то, что их обычаи сохранились с давних времён ещё их братьями в Греции, от которых воспринята и продолжается ими самими до сего дня.

#### Западная Европа
В самый разгар движения за духовное преобразование в XI веке одновременно во многих областях Западной Европы появляются духовные движения, имеющие форму монашеских общин, опирающиеся на Евангелие, отрицающие власть иерархии Римской церкви, ряд её догматов (напр., о человеческой природе Христа) и таинств (брак, Евхаристия). Поскольку эти движения практиковали ещё и крещение через возложение рук, характерное для катаров, историки считают их протокатарами.
Различные духовные направления XI столетия имели много общих черт. Они отказывались от крещения маленьких детей, отрицали таинство исповеди и таинство брака, которое как раз тогда вводилось папством. Они также отвергали действенность церковных таинств, если совершающий их священник находится в состоянии греха, а также критиковали культ Распятия, как орудия казни.
Согласно историку XI века Раулю Глаберу, около 1000 года вели свою деятельность проповедники Леутард и Вильгард, учение которых было осуждено церковными властями.
В 1022 году (по другим данным, в 1017 году) двенадцать каноников Орлеанского кафедрального собора были осуждены за «ересь» и сожжены по приказу короля Роберта Благочестивого. Это был первый костёр средневекового христианства. Затем в Тулузе (еретики Тулузы 1022 года), Аквитании и Северной Италии (ересь замка Монфорте), последовали и другие казни. Во Фландрии в 1025 году был раскрыт «катарский учитель Гундульф» с несколькими учениками; о нём говорили, что происхождением он из Италии. В 1026 году в Сен-Жиле отправлен был на костёр прибывший из Малой Азии катар Пьер де Брюи.
В XII веке общины, практикующие духовное крещение и обличаемые как «еретические», были известны во всей Европе. Они привлекали к себе прежде всего знать, а по её примеру — и простолюдинов. В 1143 году рейнский монах Эвервин де Стейнфельд посылает настоящий призыв о помощи к обладавшему высокой репутацией цистерцианскому аббату Бернару из Клерво. Он пишет о том, что «еретики», которых поймали и осудили в Кёльне, переносили муки огня со стойкостью первых христианских мучеников, и это вызвало большое беспокойство и ропот среди народа и клириков, присутствовавших при казни.
Другие источники того времени говорят о сожжении «публикан» в Шампани и Бургундии, «фифлов» во Фландрии, «патаренов» в Италии, и заявляют об «ужасно мерзких сектах ткачей или ариан» на Юге Франции, которых иногда называли «альбигойцами». Есть основания считать, что все эти названия относятся к одному и тому же виду созданных христианских общин, которые господствующая Церковь называла «еретическими».

### Церкви европейских катаров
Во второй половине XII века европейские катарские общины преобразовываются в стройные церковные институции во главе с епископами.
Есть сведения о том, что около 1170 года поп Никита, богомильский епископ из Константинополя, совершил поездку в Западную Европу, чтобы помочь общинам катаров и поделиться опытом восточных церквей, укоренившихся в Византийской империи. Вначале он посетил Ломбардию, затем по приглашению Тулузской катарской церкви отправился в Лангедок, где руководил общим собранием западноевропейских катарских церквей в Сен-Феликс.

#### Окситания и Франция
Во второй половине XII века в Лангедоке существовало четыре катарских церкви: Альбижуа, Аженуа, Тулузская и Каркассонская. По инициативе Тулузской и Каркассонской общин состоялось их совместное собрание в Сан-Фелис. Там они избрали себе епископов, которых высвятил Никита. «Церковь Альбижуа», более древняя, чем другие, по-видимому уже имела посвящённого епископа, Сикарда Селлерье. Именно он несколькими годами раньше, в 1165 году, в Ломбере, возле Альби, вёл диспут с католическими епископами и папским легатом в присутствии виконта Транкавеля.
Также, на катарском соборе в Сан-Фелис присутствовал епископ Франции Роберт д’Эпернон, представлявший катаров Шампани, Бургундии и Фландрии, а именно общины из Реймса, Везелэ, Шарите-сюр-Луар, Лилля и Невера.
Окситанские епископства катаров XII столетия возникли на территории двух крупных феодальных образований: графа Тулузского (вассала короля Франции) и союза виконтств, расположенных между Барселоной и Тулузой и объединённых семьёй Транкавель (Каркассон, Безье, Альби и Лиму). Граф и виконты этих земель не выказывали особого рвения в преследовании катаров. В 1177 году граф Раймунд V, искренне враждебный к катарам, писал капитулу Сито, что он не в состоянии побороть «ересь», потому что её поддерживают все его вассалы. Его сын Раймунд VI (1198—1221) был настроен к катарам дружелюбно. Династия Транкавелей долгое время оказывала катарам ещё большее содействие. Наконец, графы де Фуа пошли ещё дальше, непосредственно вовлекаясь в катарскую церковь.
В течение нескольких поколений соотношение сил в окситанских сеньориях было в пользу катарских церквей, и это исключало любые преследования. Перед крестовым походом против альбигойцев катаризм охватил на западе территории от Кверси до Гурдона и Аженуа («Церковь Ажен»); в центре — территории Тулузэ, Лаурагэ и графства Фуа («Тулузская Церковь»), на севере — Альбижуа («Церковь Альби»), на востоке — Кабарде, Минервуа и Каркассе («Церковь Каркассона»), простираясь даже до Корбьер и к морю. В 1226 году было создано пятое епископство, в Разес (регион Лиму), которое раньше входило в «Церковь Каркассе».

#### Северная Италия
Акты собрания в Сан-Фелис упоминают также Марка, епископа катаров Ломбардии, центром которых был Милан. Эта единая итальянская церковь под конец XII столетия разделилась на пять отдельных епархий, каждая со своим епископом и своей иерархией: «Церковь Конкореццо» (с центром в Милане), «Церковь Дезенцано» (возле озера Гарда), а также церкви во Флоренции, Сполето и Мантуе.
Документальные свидетельства о среде итальянских катаров, имеющиеся в распоряжении историков, выявляют четыре характерных особенности этой среды:
- катарские общины чрезвычайно активны;
- между ними существуют доктринальные различия (наиболее сильными противоречиями, по утверждению доминиканских инквизиторов, отличались церкви Конкореццо и Децензано);
- несмотря на эти различия, фундаментально они представляют собой единое целое;
- они принимают участие в общей схоластической культуре европейского общества[18].

### Положение церковной жизни в катарских общинах

#### Духовенство
Для катаризма с самого начала был характерен резкий антиклерикализм (критика так называемых «предрассудков церкви Римской» — культа святых, реликвий, изображений и т. д.). Однако, критикуя «отступничество церкви Римской», они никогда не утверждали того, что Церковь и её иерархия не нужны вообще.
Как и у католиков, в церкви катаров существовало разделение на клир и мирян. Миряне (лат. credentes, или «верующие») не должны были отрекаться от своих прежних католических привычек или привязанностей, но они признавали духовный авторитет катарских наставников (лат. perfecti, или «совершенных»).
Катарский клир соединял в себе смешанные функции священников и монахов. К нему причислялись как мужчины, так и женщины. Подобно католическим священникам, катарские «совершенные» проповедовали, обеспечивали ритуал спасения душ и отпущение грехов. Подобно монахам, они жили в общинах, соблюдали посты и воздержания и ритуальные часы молитв.
Так же, как и католический епископ в своей епархии, катарский епископ являлся источником священства, от его рук происходило посвящение членов общины. Крещённые (высвяченные) епископом верующие вели жизнь, посвящённую Богу, и считали, что имеют власть отпускать грехи. Эта власть, как считалось, передаётся от «одних „добрых людей“ к другим». В текстах катаров она составляет суть «ордена святой Церкви». Катары считали, что их епископы передают друг другу эту традицию по прямой линии от апостолов.
Во главе каждой катарской Церкви стоял епископ и два его помощника (коадъютора) — «старший Сын» и «младший Сын», также высвяченные епископом на этот сан. После смерти епископа, «старший Сын» становился его непосредственным преемником. Территория епископства была разделена между определённым количеством диаконов: они играли посредническую роль между епископской иерархией и общинами, находящимися в деревнях и городках, которые они регулярно посещали. Сами епископы редко жили в крупных городах, предпочитая общины небольших городков. По мнению историков, такая церковная организация напоминает структуру ранней христианской Церкви.

#### Общины
Подобно католическим монастырям, монашеские дома катаров были местами, где проходило обучение неофитов, желавших вести религиозную жизнь. Там они на протяжении двух или трёх лет изучали катехизис и свои религиозные обязанности, после чего приносили необходимые обеты, и епископ посвящал их путём наложения рук. Церемония крещения (посвящения) была публичной, и на ней обязательно присутствовали верующие.
Проповедники и проповедницы регулярно покидали свои общины для исполнения религиозного долга, а также навещали родственников и друзей в городе или его окрестностях.
Женские и мужские общины катаров жили собственным трудом. Некоторые из этих общинных домов были подобием современных хосписов, где верующие получали духовное руководство и утешение, и обеспечивали себе — как они говорили, «счастливый конец», приносящий спасение души.
Мужские монашеские общины управлялись «старшими», женские — «приориссами» или «управительницами». Монашеские дома катаров не носили закрытого характера и часто имели при себе мануфактуры. Они были очень многочисленны в городах, активно участвуя в местной экономической и социальной жизни.
Многие жители Лангедока считали катаров «добрыми христианами, которые имеют большую силу спасать души» (из показаний перед инквизицией).
Катарские монахи следовали «Правилам справедливости и правды» и евангельским предписаниям. Они избегали убийства (в том числе убийства животных), лжи, осуждения и так далее. Всё это считалось тяжким грехом, обесценивавшим нисшедший на них Дух. Согрешивший должен был совершить покаяние и заново пройти «consolament» — таинство, название которого непосредственно происходит от общехристианского термина «Утешитель» (Параклет).

### Расцвет катаризма

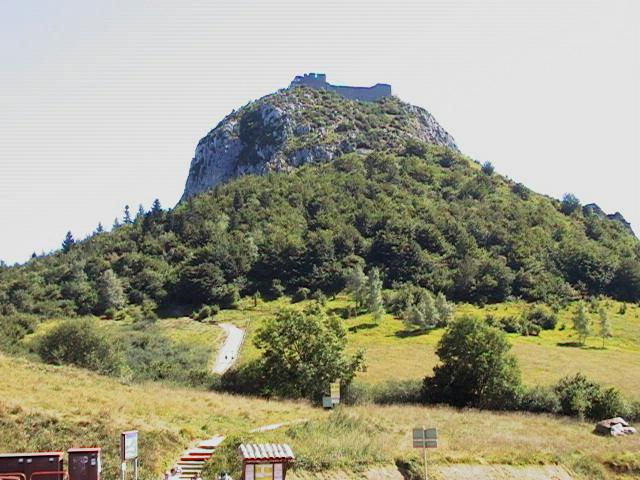
Монсегюр

Уже в 1145 году, во время своей средиземноморской миссии, известный цистерцианский проповедник Бернар из Клерво оплакивал «ужасные оскорбления», которые аристократия окситанских бургад наносила посланникам папы. По его словам, церкви опустели, а в Верфее (замок в Альбижуа) даже не нашлось никого, кто пожелал бы послушать его проповедь. Упоминаемое выше собрание в Сан-Фелис, состоявшееся в мае 1167 года на границе графства Тулузского и виконтства Транкавель (Альби), прошло открыто и безо всяких препон со стороны светской власти. Конец столетия можно считать временами «катарского мира» в Окситании.
Согласно показаниям, собранным в ходе процессов инквизиции, в начале XIII века в Лангедоке насчитывалось 40 000 катарских верующих (credenti) и более 1000 «совершенных» (perfecti). Историки делают вывод, что большая часть населения Лангедока как минимум симпатизировала катарам. Многочисленные источники литературного и позже юридического характера свидетельствуют, что «пример апостольской жизни» привлекал к «добрым людям» многих католиков.
Таким образом, в то время, как в Шампани, Фландрии, Рейнских землях и Бургундии катаров преследовали, светские власти Лангедока и гибеллинских городов Италии были терпимы к этой вере и даже защищали диссидентов от церковных властей.

### Противостояние с Римско-католической церковью

Казнь доброго человека на костре

Катары претендовали на то, что именно они являются единственной и аутентичной христианской Церковью, а римская Церковь — отклонением от учения Христа. С самого начала катарские проповедники критиковали Римскую церковь за её чрезмерно мирской характер. Многочисленные пороки католического клира, стремление папства к богатству и политической власти, отступление религиозной практики от евангельских идеалов «апостольской бедности» являлись для них свидетельством приверженности католицизма «князю мира сего».
Сами же они своей жизнью и нравами на практике демонстрировали чистоту и ригоризм апостольского способа жизни, что признавали даже их противники. Катары были сторонниками абсолютного ненасилия, отказывались лгать и клясться. Многие люди того времени, как это видно из протоколов Инквизиции, воспринимали их как бедных странствующих проповедников, несущих Слово Божье. Исследования 70-х — 80-х годов XX века показывают катаризм как буквальное следование заповедям Христовым, и особенно предписаниям Нагорной проповеди. Как полагают современные исследователи, этот евангелизм являлся одним из центральных пунктов катаризма.
Тем не менее, дуалистическое христианство катаров было альтернативной религиозной конструкцией. Они не призывали к реформе клира и «возвращению к Писанию». Они заявляли о своём стремлении вернуться к чистоте Церкви апостолов, которой была не «узурпаторская Римская церковь», а их собственная, «церковь Добрых христиан».
Однако при всей своей резкой критике в адрес института католической церкви (по их терминологии — «синагоги сатаны»), катары были не склонны к проявлению враждебности в отношении самих католиков. Существует много свидетельств о мирном общении верующих обеих религий именно в тех областях, где катаризм имел значительное влияние. Сосуществование между «еретическими» монахами и католическим клиром на местном уровне, как правило, происходило без столкновений. Из документов Инквизиции следует, что верующие, в своей массе, считали себя принадлежащими сразу к обеим церквям, полагая, что обе они с большей вероятностью спасут душу, чем одна.
Напротив, там, где господствовала католическая церковь, катары нередко становились объектом преследования. Отношение к ним со стороны римских иерархов было резко нетерпимым. Местные правители, верные папе, стремились захватить их и «кого не могли оторвать от безумия, сжигали огнём».
В первые десятилетия преследования были скорее эпизодическими. Пока осуждение «еретиков» было делом епископских судов, Церковь колебалась в выборе методов репрессий. Вначале казни происходили по приговорам светской власти. Но постепенно соборы и понтификальные буллы подготовили почву для законотворчества Церкви в области «ереси».
В конце XII века противостояние между катаризмом и католицизмом усилилось. Папство, встревоженное распространением движения катаров, усилило нажим, что вызвало ответное обострение критики со стороны катаров. Папа посылал цистерцианские миссии в Тулузу и Альби в 1178 и 1181 годах, но миссионеры не пользовались содействием местных правителей и практически ничего не добились от них в деле преследования катаров.
В 1179 году Третий Латеранский собор католической церкви осудил «катарскую ересь» (вместе с «ересью» вальденсов). Веронские декреталии, согласованные между папой и императором в 1184 году, явились первыми мерами общеевропейского масштаба против «еретиков». «Ересь» была приравнена к государственному преступлению — «оскорблению величества» по отношению к Богу. Церковный собор в Нарбонне дал епископам обязательное к выполнению поручение разыскивать «еретиков» и докладывать о них вышестоящим.
Параллельно проводились попытки публичной дискуссии. Посланцы папы Иннокентия III — Рауль де Фонтфруад и Пьер де Кастельно — проводили открытые теологические дебаты с «добрыми людьми». Успеха это не принесло, напротив, распространение катаризма продолжалось. На Сицилии против катаров проповедовал в церквях Ангел Кармелит, и был убит одним из них. Убедившись в бесплодности богословских попыток, кастильский каноник Доминик де Гусман решил перенять для борьбы с «ересью» методы самих «еретиков». С 1206 года он начал проповедовать в Лангедоке, соблюдая обеты бедности и нищенствования. Ему удалось добиться нескольких десятков обращений в католицизм. Однако и эта проповедь не принесла желаемого результата.

### Альбигойские войны
В 1209 году папа Иннокентий III призвал к крестовому походу против катаров, получившему название альбигойского (от названия города Альби). Откликнувшись на этот призыв, бароны Франции и Европы в 1209 году атаковали земли графства Тулузского и виконтства Транкавель. Руководство походом осуществлял папский легат Арно Амори, аббат Сито.
Для крестового похода против альбигойцев характерны жестокие расправы с мирным населением (Безье в 1209 году, Марманде в 1219 году), а также огромные массовые костры, где сжигали христиан — в Минерве (140 сожжённых в 1210 году), Лаворе (400 сожжённых в 1211 году). Однако местное население, для которого война носила как религиозный, так и национально-освободительный характер, оказывало активное сопротивление крестоносцам, поддерживая своих законных графов.
В 1220 году окончательно стало ясно, что попытка насадить в Тулузе и Каркассоне католическую династию Монфоров потерпела неудачу. Общины катаров, которым крестоносцы поначалу нанесли серьёзный урон, начали постепенно восстанавливаться.
В 1226 году Людовик VIII Французский, сын Филиппа-Августа, решил восстановить себя в правах на средиземноморские графства, переданные ему Монфором, и сам возглавил французскую армию, двинув её против Раймунда Транкавеля, Раймунда VII Тулузского и их вассалов. Несмотря на ожесточённое сопротивление в некоторых регионах (особенно в Лиму и Кабарет), королевская армия завоевала Лангедок. В 1229 году граф Тулузский, покорившись, подписал мирный договор, ратифицированный в Париже.

### Окончательный разгром катарского движения

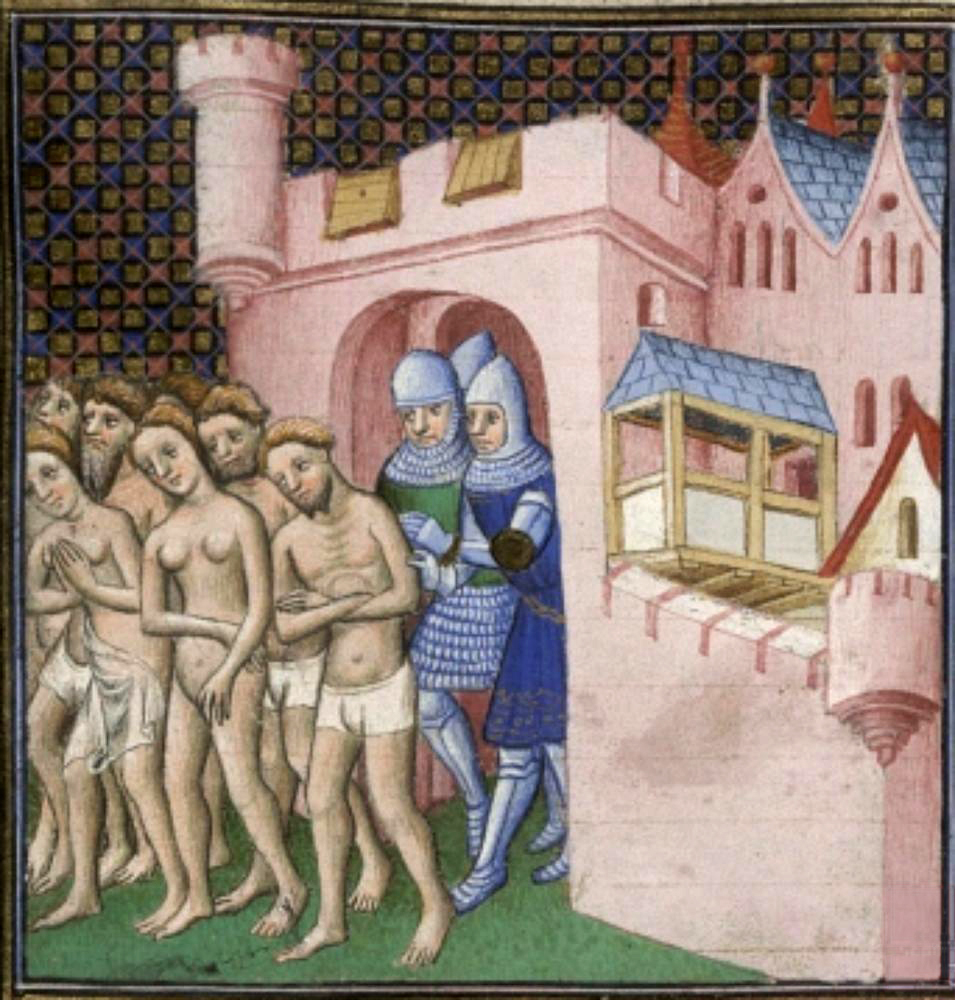
Жителей Каркассона изгоняют из города во время осады войсками Симона де Монфора

В 1229 году, король окончательно выиграл войну, объявленную папой, а последний воспользовался победой короля: с этого времени Церкви была предоставлена полная свобода действий. Светские властители — защитники катаров — согласно постановлениям Латеранского Собора 1215 года и Тулузского Собора 1229 г. были лишены земель и имущества. Общины катаров укрылись в подполье. Однако они оставались очень многочисленными. Для защиты от репрессий они организовали тайную сеть сопротивления, основанную на общественной и семейной солидарности.
Инквизиция, созданная папством в 1233 году в качестве институции обязательных исповедей, имела право налагать наказания и покаяния, воссоединяя с католической верой население Лангедока. Инквизиция была передана доминиканскому и францисканскому орденам, которые кроме того, проповедовали официальную доктрину Церкви.
Инквизиция была постоянно действующим религиозным трибуналом, независимым от местных епископов. Она основывала свои расследования на систематических доносах и использовала исповеди в качестве показаний. Эта эффективная система смогла в течение нескольких поколений уничтожить связи солидарности, защищавшие катаров в подполье.
Инквизиция ввела дифференцированную систему наказаний — вплоть до конфискации имущества и пожизненного заключения. Смертный приговор — посредством передачи осуждённого в руки светской власти — был зарезервирован для подпольного клира, то есть для Добрых Мужчин и Добрых Женщин, которые отказывались отречься, а также для верующих, вновь впавших в свои заблуждения, то есть в «ересь». Умершие в «еретической мерзости» приговаривались к эксгумации и сожжению их останков, а их дома — к разрушению.
После заключения Парижского соглашения, согласно которому граф Тулузский подчинился королю Франции, иерархия катарских Церквей Тулузы, Аженуа и Разес обратилась к владельцу небольшой укреплённой деревни на горе Монсегюр Раймонду де Перейлю с просьбой разрешить устроить там «престол и средоточие Церкви». Он согласился, и с 1232 по 1243 год из монашеских домов Монсегюра регулярно посылались миссии для подпольных проповедей и уделения таинств.
Пытаясь избежать последствий Парижского трактата, граф Раймунд VII Тулузский вступил в союз против французского короля с королём Англии и графом де Ла Марш. В мае 1242 года он склонил рыцарей из Монсегюра к карательной операции против странствующего трибунала Инквизиции, находившегося тогда в Авиньонэ (Лораге). Он считал, что это послужит сигналом к всеобщему восстанию. Инквизиторы были убиты, их реестры уничтожены, а население взялось за оружие. Но поражение союзников графа заставило его просить мира. Монсегюр остался без защиты и в 1243 году был осаждён войсками короля Франции. Почти через год после начала осады Монсегюр был сдан и 16 марта 1244 года общины Добрых Мужчин и Добрых Женщин Монсегюра — около двухсот монахов и монахинь — а также около двадцати светских людей, добровольно присоединившихся к ним, были сожжены вместе со своими епископами. Многие историки считают, что костёр Монсегюра знаменовал не только конец организованных катарских Церквей в Окситании, но также и конец политических расчётов графа Тулузского на независимость.
После костра в Монсегюре 16 марта 1244 года, последнее катарское подполье, лишившись организованной структуры, было разгромлено. Остатки иерархии сумели более или менее сохраниться в изгнании, в Ломбардии, но с этого времени Церковь катаров в Окситании могла только бороться за выживание.
К концу XIII столетия катаризм практически уже не существовал в Окситании. Однако Пейре Отье, бывший нотариус из Акс ле Терме, близкий к графу Роже-Бернару де Фуа, начиная с 1299 года, возглавил маленькую группу Добрых Людей, «непреклонных в своей решимости возобновить евангелизм катаров на их прежних территориях». Среди них был родной брат Пейре Гийом Отье и сын Пейре Жаум. Используя свои семейные и дружеские связи, а также остатки бывшего катарского подполья, они смогли, в течение многих лет, «раздуть пламя катаризма от Кверси до Пиренеев» среди верующих, которых было ещё достаточно много.
Попытка того, что историки называют «Реконкистой братьев Отье», продолжалась с 1300 по 1310 год. Изучение документов Инквизиции показывает, что успех этой катарской Реконкисты зависел от возможности резко увеличить количество подпольных пастырей. Однако Инквизиция выловила и сожгла, одного за другим, всех подпольных проповедников. Жаума и Гийома Отье сожгли в Каркассоне в 1309 году, Амиеля де Перля и Пейре Отье в Тулузе в 1310 году. Единственным, кому удалось бежать в Каталонию, был Гийом Белибаст. Обманутый двойным агентом, он был схвачен и сожжён в Виллеруж-Терменез в 1321 году по приказу архиепископа Нарбонны. Это событие считается концом окситанских катарских церквей.

### Теологическая доктрина

Тулузский крест

#### Ритуал и культ

Так называемый Лионский Ритуал катаров (на окситанском языке).

## Религиозные взгляды катаров